# Gavin O’Connor
Gavin O’Connor (ur. 24 grudnia 1963 na Long Island) – amerykański reżyser i scenarzysta.

## Kariera
Ukończył studia na Uniwersytecie Pensylwanii w Filadelfii. W 1995 roku wyreżyserował film dramatyczny Comfortably Numb. W 1999 film obyczajowy Niesione wiatrem, za rolę w którym aktorka Janet McTeer otrzymała liczne nagrody, m.in. Złoty Glob dla najlepszej aktorki w filmie komediowym lub musicalu w 2000 roku. W kolejnych latach O’Connor wyreżyserował m.in.: Murphy's Dozen (2001), Cud w Lake Placid (2004), The Prince (2006, telewizyjny), W cieniu chwały (2008), Wojownik (2011), Niepokonana Jane (2015), Księgowy (2016). 
Na Festiwalu Filmowym w Sundance w 2000 roku O’Connor otrzymał Trofeum Filmowców za film Niesione wiatrem.